# Caboc
Caboc ist eine schottische Käsesorte. Es handelt sich um eine Art Frischkäse, die seit dem Spätmittelalter hergestellt wird. Es ist einer der bekanntesten Käse der schottischen Highlands und gilt als die älteste Käsesorte Schottlands. Charakteristisch ist die Form und die Ummantelung mit geröstetem Haferflockenschrot.

## Geschichte
Die Ursprünge des Käses gehen zurück in das 15. Jahrhundert. Nach Schottland brachte ihn Mariota de Ile, die Tochter eines Clanchefs der MacDonalds in der Linie der späteren Lords of the Isles. Sie soll der Überlieferung nach vor einer befürchteten Entführung und Zwangsheirat durch den Campbell-Clan als 12-Jährige nach Irland geflohen sein, wo sie in einem Kloster die Herstellung erlernte. Bei ihrer Rückkehr nach Schottland brachte sie das Rezept mit. Sie vererbte das geheimgehaltene Rezept auf ihre Tochter, diese wiederum auf ihre und so weiter. Der Käse wurde über Jahrhunderte hergestellt, geriet aber zwischenzeitlich in Vergessenheit. Er war der Lieblingskäse von Sir Walter Scott. Erst 1962 wurde die Produktion von Susannah Stone, einer direkten Nachfahrin von Mariota de Ile wieder aufgenommen. Heute wird er von der Highland Fine Cheeses Ltd. mit Sitz in Tain hergestellt.
Ursprünglich soll der Käse durch einen Schäfer „entdeckt“ worden sein, der seinen Käse in einer Schachtel aufbewahrte, in der er zuvor seine Haferflocken transportierte. Nach dem Öffnen der Schachtel entdeckte er, dass die Haferflocken am Käse haften geblieben waren. Nachdem er den Käse probiert hatte, soll es ihm so gut geschmeckt haben, dass der Käse zukünftig mit Haferflocken hergestellt wurde.

## Herstellung und Geschmack
Der Käse wird aus Kuhmilch und Double cream, also einer sehr fetthaltigen Sahne hergestellt. Die Herstellung erfolgt ohne die Zugabe von Lab. Er reift nur fünf Tage und wird anschließend in die charakteristische Form des logs, einer kleinen, länglichen Rolle mit einem Gewicht von 100 bis 120 Gramm gebracht. Die Rollen selbst sind bei einem Durchmesser von drei Zentimetern etwa sieben Zentimeter lang. Danach wird er mit gerösteten und geschroteten Haferflocken ummantelt.
Der Käse hat einen sehr hohen Fettgehalt, genannt werden Werte zwischen 59 und 67 % und ein weiß-gelbliches Aussehen. Vom Mundgefühl wird er cremig, ähnlich wie Butter beschrieben, der Geschmack ist mild und leicht säuerlich. Zum Käse wird ein leichter Rotwein empfohlen. Er kann auch als Dessert verwendet werden.